# انتخابات محافظة كربلاء 2009
أقيمت انتخابات مجلس محافظة كربلاء لعام 2009 في 31 يناير 2009 بالتزامن مع الانتخابات في جميع المحافظات الأخرى خارج إقليم كردستان العراق وكركوك.

## النتائج
شهدت محافظة كربلاء في انتخابات عام 2009 خريطة انتخابية أفرزت فوز خمس قوائم انتخابية تصدّرها كيان السيد يوسف الحبوبي. أما انتخابات عام 2013 فقد اتسمت بخريطة مغايرة تمثلت بفوز تسع قوائم انتخابية، وكان لتطبيق طريقة سانت ليغو دور رئيسي في صعود القوائم الصغيرة. كما برز تراجع في دور القوائم المستقلة مقابل تصدّر ائتلاف دولة القانون من حيث عدد الأصوات والمقاعد، بفارق كبير عن بقية القوائم الفائزة في مجلس المحافظة. وأظهرت النتائج وجود تباين مكاني في توزيع أصوات الناخبين على القوائم المختلفة. وتُعد انتخابات 2009 حالة نادرة في كربلاء بسبب تراجع الظاهرة الحزبية وتوجه الناخبين نحو القوائم المستقلة، في حين أشارت المعطيات إلى أن أغلب البرامج الانتخابية للكيانات السياسية كانت متقاربة في محتواها ومضمونها.
| التحالف2005/2009                                      | الأحزاب الوطنية المتحالفة | القائد                    | المقاعد (2005) | المقاعد (2009) | التغيير | الأصوات |
| ----------------------------------------------------- | ------------------------- | ------------------------- | -------------- | -------------- | ------- | ------- |
| يوسف ماجد الحبوبي                                     | مستقل                     |                           | –              | 1              | +1      | 37,864  |
| أمل الرافدين (أمل الرافدين)                           |                           | عباس الموسوي محمد الموسوي | –              | 9              | +9      | 26,967  |
| ائتلاف دولة القانون                                   | حزب الدعوة الإسلامي       | نوري المالكي              | –              | 9              | +9      | 25,469  |
| قائمة شهداء المحراب                                   | ISCI                      | عبدالعزيز الحكيم          | 21             | 4              | -15     | 19,364  |
| قائمة الحركة الحرة المستقلة                           | التيار الصدري             | مقتدى الصدر               | –              | 4              | +4      | 19,215  |
| حزب الفضيلة الإسلامي                                  | حزب الفضيلة الإسلامي      | عبدالرحيم الحسيني         | 5              | –              | -5      | 7,826   |
| مجلس شيوخ ووجهاء محافظة كربلاء                        |                           |                           | 2              | –              | -2      | 6,175   |
| اللقاء الديمقراطي لكربلاء المقدسة                     |                           |                           | 2              | –              | -2      |         |
| تجمع التقدم الديمقراطي                                |                           |                           | 2              | –              | -2      |         |
| تجمع المثقفين المستقل                                 |                           |                           | 2              | –              | -2      |         |
| القائمة الموحدة المستقلة لمحافظة كربلاء المقدسة       |                           |                           | 2              | –              | -2      |         |
| التيار الديمقراطي العراقي                             |                           |                           | 2              | –              | -2      |         |
| المجلس السياسي الشيعي                                 |                           |                           | 2              | –              | -2      |         |
| عباس الحسناوي                                         |                           |                           | 1              | –              | -1      |         |
| أحزاب أخرى                                            |                           |                           |                |                |         |         |
| المجموع                                               | المجموع                   |                           | 41             | 27             | -14     | 291,479 |
| Sources: this article – al Sumaria – New York Times - |                           |                           |                |                |         |         |